# 玛希拉·莫哈末
玛希拉·莫哈末（1992年2月25日—），简称玛希拉。是一名来自津巴布韦的巴基斯坦演员、舞蹈家、电视节目主持人和歌手。 玛希拉曾主持过多个电视节目，并出现在音乐视频中。她因在巴基斯坦电影“Main Hoon Shahid Afridi”和印度旁遮普语电影“年轻的马朗”中演唱歌曲而闻名。

## 早年生活
玛希拉出生在津巴布韦哈拉雷的一个穆斯林家庭，她的父亲是一名来自南非的开普马来人，母亲来自巴基斯坦。她的姐姐罗丝·莫哈末也是一名演员。她在津巴布韦接受教育，之后在津巴布韦动乱期间随家人移居巴基斯坦。 15岁时，玛希拉登上了巴基斯坦一家主流时尚杂志的封面。2011年，她还主持了一个￼￼AAG电视￼节目。2013年，她在胡马云·赛德指导的巴基斯坦电影“Main Hoon Shahid Afridi”和印度￼￼￼￼旁遮普语￼￼电影“年轻的马朗”中演唱歌曲。 随后，她与年轻说唱歌手阿巴兹·汗一起出现在2013年12月30日发布的歌曲《Jhootha》的音乐视频中。
2014年，她出演了一部由宝莱坞导演￼￼维平·夏尔马指导的电影。￼￼ 2015年，她推出自己的歌曲“Piya Re”，并与老前辈￼￼安南·萨米汗等演唱后者的歌曲“Bheegi Bheegi Raaton Mein”。
从2017年-2019年，玛希拉参与了一档杰奥·卡哈尼经纪公司的系列娱乐节目Naagin。 在2019年，她参与了由导演达尼斯·帖木儿指导的电影Sirf Tum Hi To Ho。

## 个人生活
玛希拉在2012年和歌手法南·J·米尔扎结婚，这对夫妇有一个儿子阿赫里·里兹维，出生于2014年9月。这对夫妇于2018年1月离婚。